# Österåker (đô thị)
Đô thị Österåker (tiếng Thụy Điển: Österåker kommun) là một đô thị ở hạt Stockholm của Thụy Điển. Thủ phủ là thị xã Österåker. Dân số thời điểm 31 tháng 12 năm 2000 là 34427 người.